# Hygiène
 (avril 2009).
Si vous disposez d'ouvrages ou d'articles de référence ou si vous connaissez des sites web de qualité traitant du thème abordé ici, merci de compléter l'article en donnant les références utiles à sa vérifiabilité et en les liant à la section « Notes et références ».
L'hygiène est un ensemble de mesures destinées à prévenir les infections et l'apparition de maladies infectieuses. Elle se base essentiellement sur trois actions :
- le nettoyage et la détersion ;
- la désinfection ;
- la conservation des aliments.

Il est possible de distinguer l'hygiène domestique et l'hygiène du corps. Par extension, on parle aussi d'« hygiène de vie », d'« hygiène alimentaire » et d'« hygiène mentale » pour des actions et activités permettant de prévenir l'apparition de troubles, comme la pratique d'un sport, l'abstention de fumer ou de boire de l'alcool.

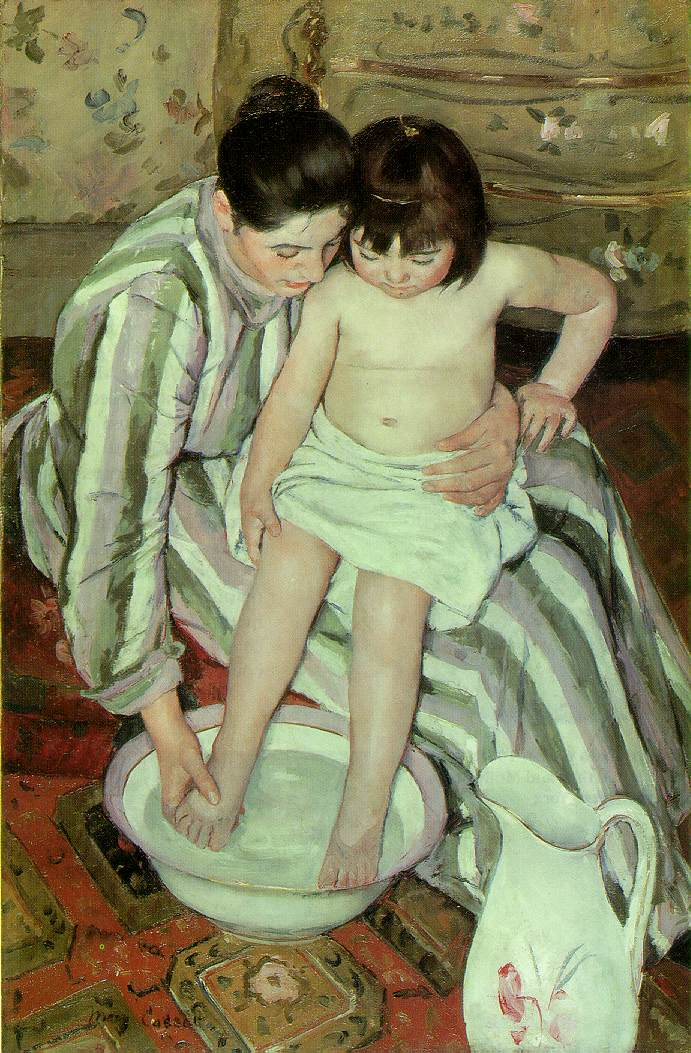
L'apprentissage de la toilette est un des éléments de l'éducation à l'hygiène. Tableau : The Child’s Bath, 1893, Mary Cassatt.

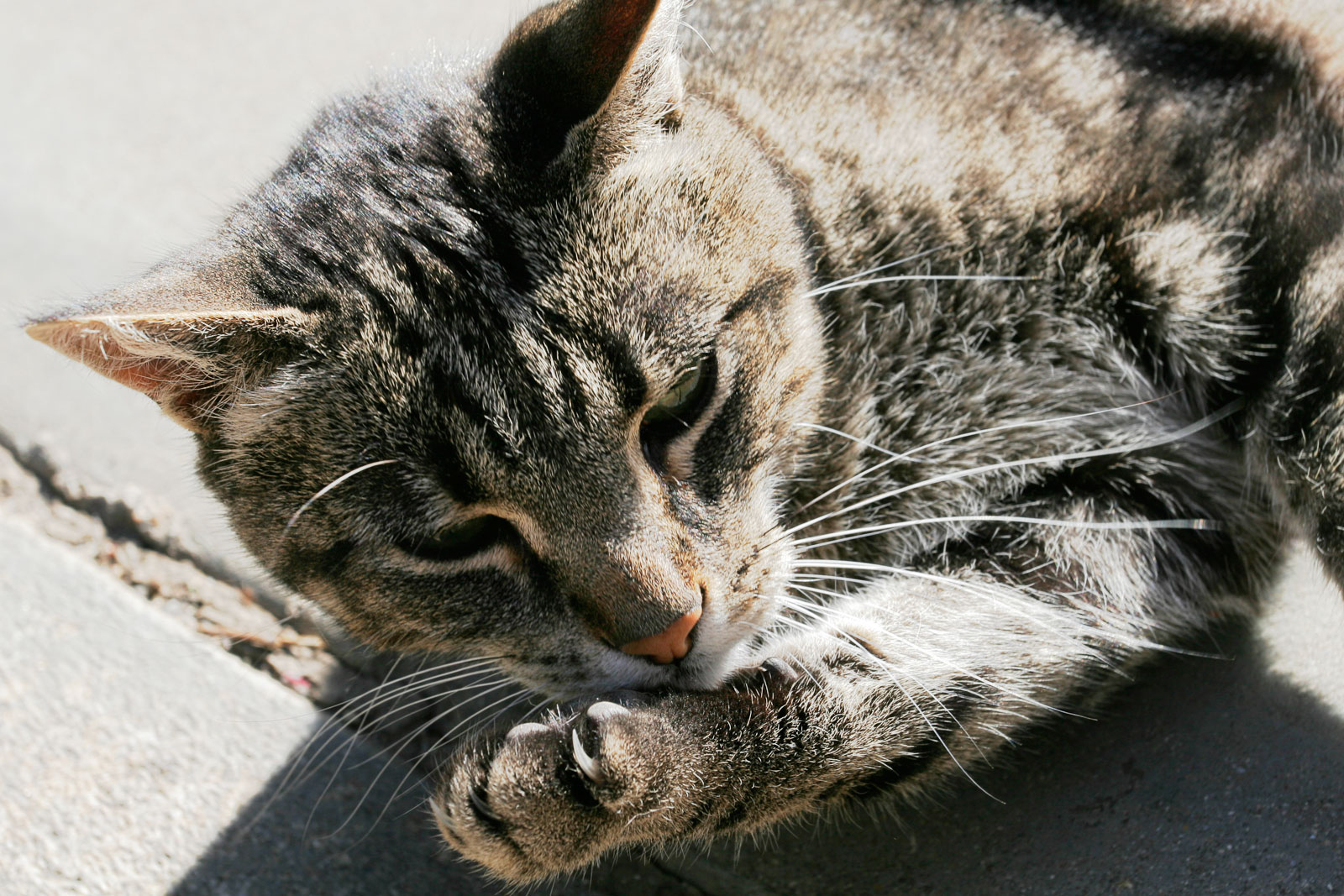
La toilette du chat, acte instinctif.

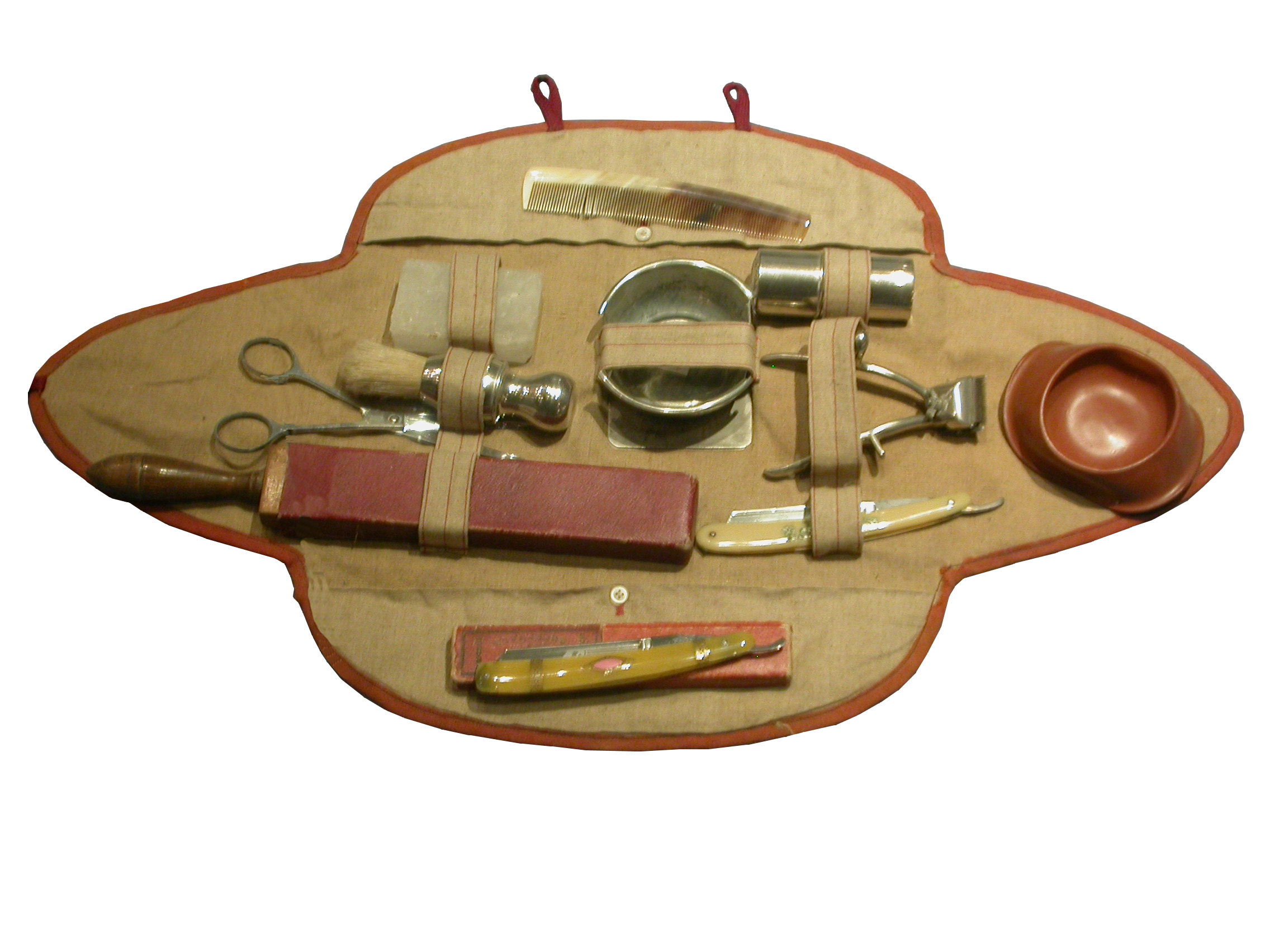
Nécessaire de toilette, utilisé lors de la Première Guerre mondiale.

## Histoire

### Antiquité
Le mot hygiène dérive du nom de la déesse grecque Hygie (dont l'étymologie vient du grec ancien ὑγιεινός, hugieinós « qui contribue à la santé »), qui était la déesse de la santé et de la propreté. Fille d'Asclépios, le dieu de la médecine, Hygie symbolise la prévention alors que sa sœur Panacée est la déesse guérisseuse reliée au traitement médical et aux médicaments.
Cette origine mythologique explique que les Grecs anciens entretiennent initialement avec leur corps des rapports de vertu, l'hygiène considérée à cette époque comme purificatrice étant ritualisée lors de cérémoniaux propitiatoires ou de libations. Dans la Grèce antique et la Rome antique, l'hygiène est symbole de santé et se concrétise par exemple par la fréquentation des bains publics.
Le médecin Hippocrate, le premier hygiéniste connu de l'Antiquité, s'efforce d'utiliser l'hygiène à des fins curatives mais aussi préventives. Il écrit trois livres sur le régime consacrés à la diététique, la propreté et l'hygiène, dans lesquels il préconise les exercices corporels, la pratique de bains thérapeutiques et la modération dans les consommations (tempérance alimentaire, sobriété alcoolique). Platon attribue l'invention de la gymnastique médicinale au médecin Hérodicus de Lentini qui avait constaté les effets bénéfiques de l'exercice physique sur la santé.

### Moyen Âge
Au Moyen Âge en Europe, le manuel de diététique et traité d'hygiène de référence est le Tacuinum sanitatis duquel les médecins extraient des conseils généraux d'hygiène, adaptés aux configurations astronomiques, aux conditions climatiques et à l'âge des patients. L'hygiène domestique médiévale concerne aussi les repas : un véritable guide du savoir-vivre apparaît au XVe siècle, Les Contenances de la table qui recommandent notamment de se laver les mains avant le repas ou de s'essuyer la bouche avant de boire. La nourriture est un chapitre essentiel de l'art médical et de nombreux traités médiévaux d'art culinaire ne sont que des adaptations du Régime du corps du médecin italien Aldebrandin de Sienne.
Les étuves et bains publics populaires (hommes et femmes s'y baignant dans des baquets communs) ou raffinés sont en plein essor au XIIIe siècle. Au XIVe siècle, l'Église catholique d'Europe centrale et occidentale interdit leur pratique et cherche à fermer les établissements la permettant. Elle désapprouve également les bains à la rivière et recommande avant tout les ablutions, la seule eau pure étant l'eau de baptême destinée au salut de l'âme. Une des raisons invoquées pour bannir les étuves, bains publics et bains de rivière est qu'ils sont suspectés de propager la peste (traumatisme de la peste noire du milieu du XIVe siècle, les médecins craignant qu'elle ne fût transmise par l'eau s'infiltrant dans les pores de la peau et transportant toutes sortes de germes) et que les premiers sont assimilés à des lieux de débauche, parfois de façon justifiée, même si cette débauche n'empêche pas l'hygiène corporelle : leur fermeture se fera progressivement au cours des XVIe et XVIIe siècles.
Ces prescriptions religieuses expliquent qu'aux XIVe et XVe siècles apparaissent dans les maisons aisées, au plus près du lit, les « estuves » ou bains privés, la « cuve baigneresse » (cuvier en bois cerclé, dont les parois sont doublées avec une toile pour éviter les échardes) ou la fontaine murale et, plus rarement dans les maisons plus modestes (car le bain chaud reste un luxe qui coûte cher), les baquets et bassines qui sont plus réservés au lavage du linge. Le bain privé reste cependant essentiellement un privilège de riche et un signe d'hospitalité,.

### Renaissance
Mais c'est à partir de la Renaissance que la société de cour (puis toute la population) fuit l'eau, accusée de transmettre des maladies en ouvrant les pores de la peau et ainsi l'organisme, à l'action néfaste de toutes les maladies. En amollissant la peau, on croit rendre sa protection plus faible contre toutes les infections. Les parfums (jasmin, cannelle, jonquille, musc) camouflent les mauvaises odeurs et sont censés servir de désinfectants, les pastilles d’anis servent à parfumer l’haleine. Le développement des cosmétiques (notamment l'usage des fards rouges et blancs introduit par Catherine de Médicis ou le poudrage du corps et des cheveux par la pommade de Florence, la poudre de Chypre) souligne qu'à la cour, la vue s’impose face à l’odorat et au toucher.
La toilette sèche se fait sur le corps par friction avec un linge propre ou un frottoir en peau, seul le visage et les mains se lavent à l'eau et au savon (ou l'herbe à fossé pour les moins nantis). L'historienne Marjorie Meiss explique cependant que « le recul de l’usage de l’eau pour la toilette au cours des XVIe et XVIIe siècles ne doit pas être vu comme une victoire de la saleté mais bien comme un déplacement des pratiques de la propreté corporelle. ». Le corps est protégé sous la crasse, ainsi un habit blanc devenu noir est bien perçu. Seules les personnes aisées, qui peuvent changer souvent de vêtements, pratiquent une hygiène vestimentaire,. La toilette des plus nobles est complétée par l'application de baumes et onguents aux vertus préventives, apportés notamment par les Grandes découvertes. Luigi Cornaro écrit en 1558 De la sobriété. Conseils pour vivre longtemps qui « sert de modèle aux ouvrages d'hygiène classiques où la santé est quasi idéalisée, permettant d'épurer le corps, de l'alléger, l'éloignant de toute maladie ».

### XVIIe–XVIIIesiècle

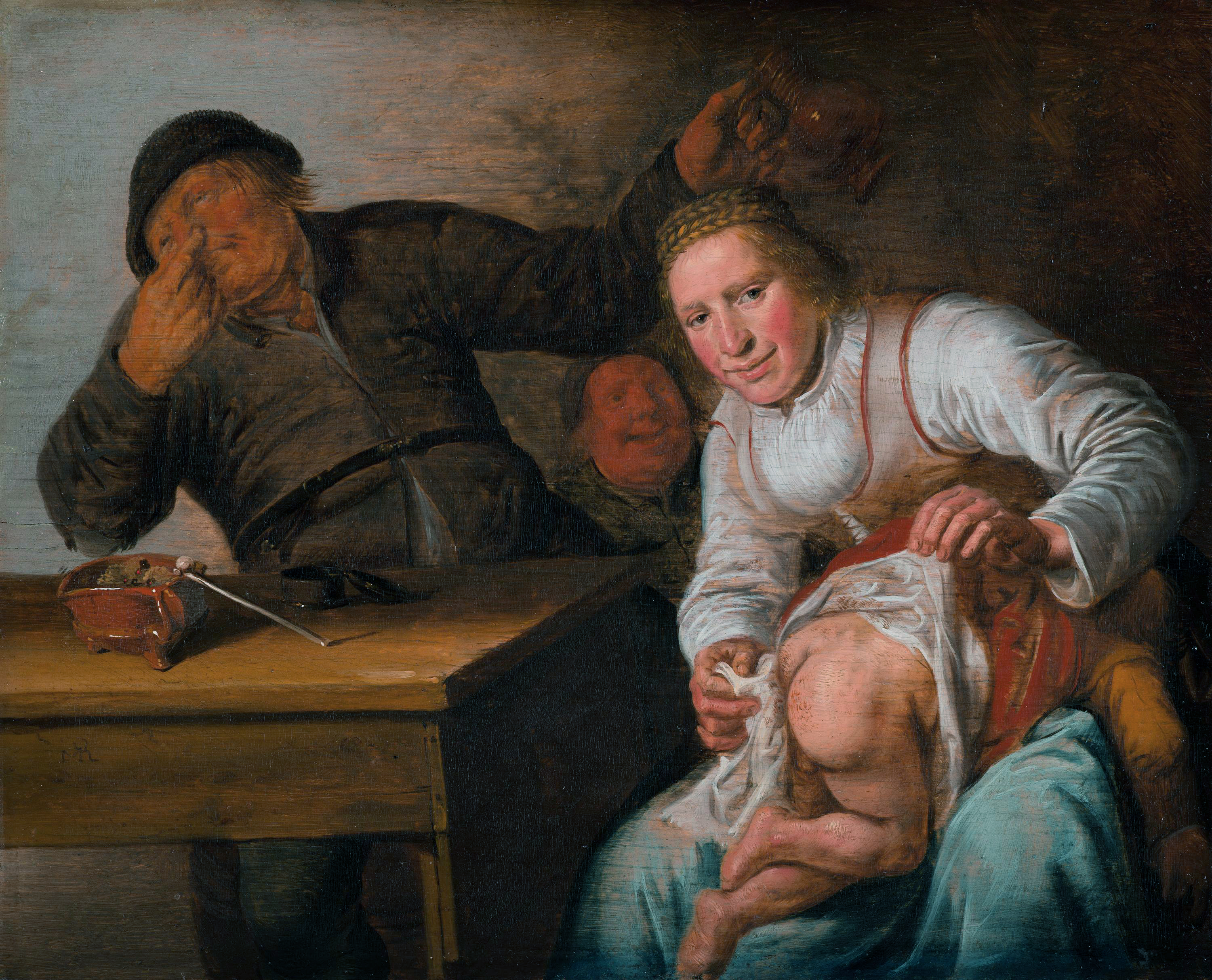
Au XVIIe siècle, la toilette corporelle est sèche (excepté pour les mains et le visage) : les parties sales du corps sont frottées par un linge propre.

À partir du XVIIe siècle, la « toilette sèche » perdure mais l'usage de l'eau réapparaît progressivement. Les premiers cabinets de bain se développent chez les gens riches et raffinés dont la blancheur de linge est soulignée au col et au poignet. Le bain froid est jugé hygiénique non par son pouvoir nettoyant mais par son pouvoir tonifiant, le bain chaud ne reste qu'une pratique médicale. La bourgeoisie dénonce le caractère masquant des parfums et cosmétiques de la noblesse, leur usage de fards blanchissant la peau se fait plus léger.
À partir du XVIIIe siècle qui connaît la terreur des miasmes, les philosophes et médecins se penchent sur les questions de l'hygiène individuelle et collective, précurseur de la santé publique. L'hygiène concerne aussi la « propreté du dessous » puis la propreté de la peau qui se fait entièrement par le lavage. La réapparition des établissements de bains et la multiplication d'espaces spécialisés (cabinets de bain, bidet, latrines collectives plus simplement dans les châteaux ou abbayes mais aussi dans les maisons modestes) est liée avec le développement de la notion d'intimité. Les riches hôtels particuliers s'équipèrent progressivement de cabinets de bains. En France, 10 % de ces riches demeures disposaient d'une telle pièce en 1750, et elles étaient environ 30 % à la fin du siècle. Les grandes villes se dotent d'égouts souterrains à cette époque.

### XIXesiècle
Au XIXe siècle, Louis Pasteur développe une théorie des germes selon laquelle certaines maladies sont causées par des micro-organismes. Un nouveau courant de pensée, l'hygiénisme, s'appuie sur les travaux pastoriens et s'intéresse à tous les aspects de la vie quotidienne (propreté des villes, pollutions, réseaux d'eau). Les scientifiques et médecins formulent des recommandations comme le lavage des mains et la toilette quotidienne à l'eau et au savon qui est produit en masse avec l'essor des industries chimiques de fabrication de soude.
Ces instructions sanitaires s'invitent alors autant dans les classes d'école que dans la cour de récréation et dans les familles. Le thermalisme réputé pour la santé se développe, répondant à la vocation d'une ville de santé conforme aux préceptes de l'hygiénisme urbain. La fin du siècle marque le développement des salles de bains et des toilettes dans les logements en lien avec le développement de l'eau courante dans les maisons.
C'est Ignace Philippe Semmelweis qui met en évidence le risque nosocomial. Il devine en 1846 les vrais mécanismes de la contagion de fièvres puerpérales dans une maternité. C’est l’observation des taux de mortalité qui le met sur la piste : les femmes meurent moins en accouchant à leur domicile, à la maternité des sages-femmes de Vienne ou même dans la rue qu’à l’hôpital. Il arrive à la conclusion que les fièvres puerpérales sont véhiculées par les médecins eux-mêmes lorsqu’ils passent des salles de dissection et d’autopsie aux salles d’accouchement sans se laver les mains ni changer de blouses. Il fut interné dans un asile psychiatrique, ses pairs refusant de croire en leur responsabilité dans la surmortalité des femmes accouchées.

### Époque contemporaine
Au début des années 2000, divers mouvements apparaissent contre l'hygiénisme industrialisé. Le mouvement No Soap (« Sans Savon ») critique ainsi l'omniprésence des produits lavants, leur toxicité possible, leur coût, leur impact environnemental, et prône un lavage corporel à l'eau, en réservant les produits lavants à une pratique médicale.

## Hygiène collective: santé publique

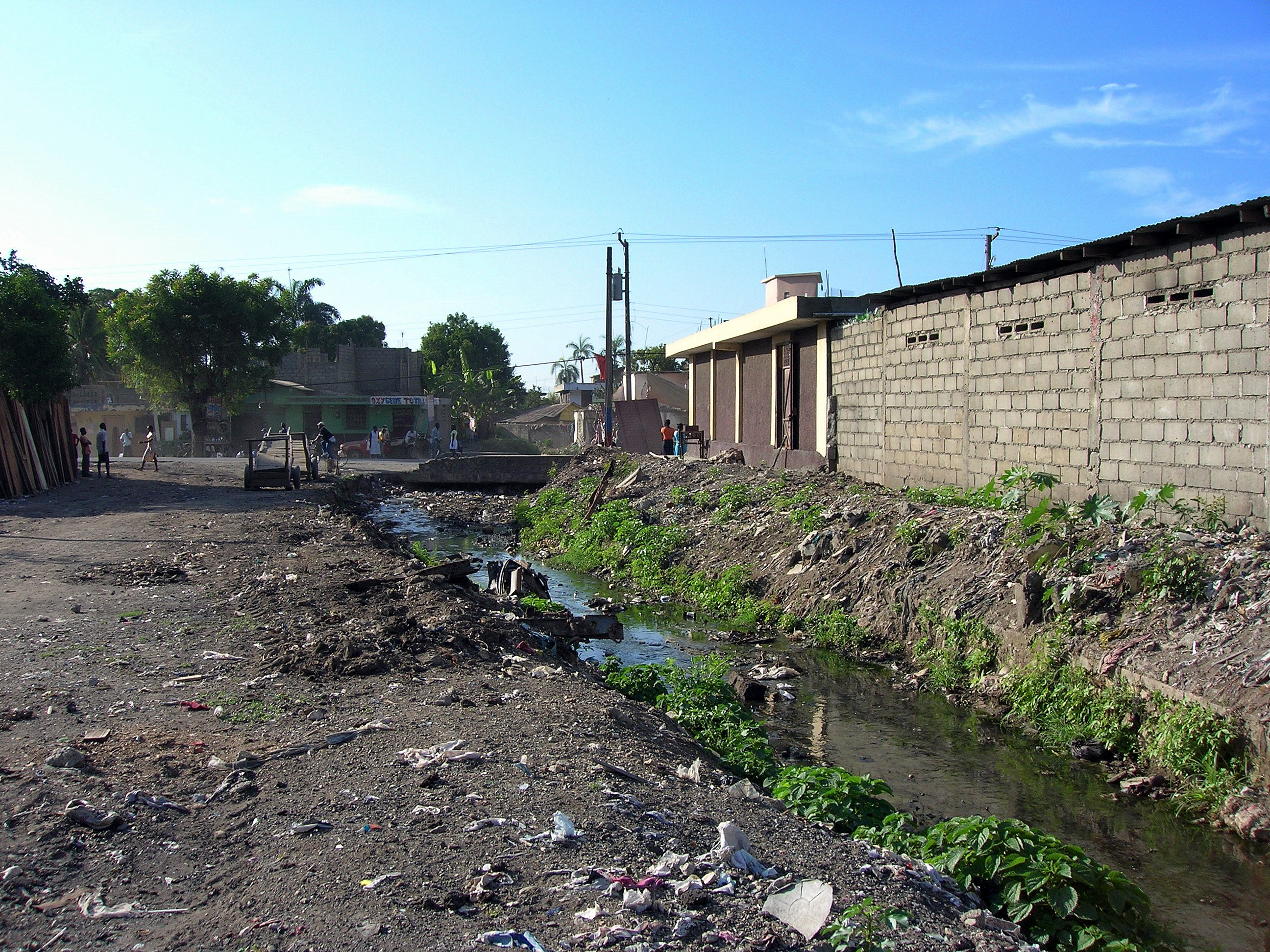
Quartier souffrant d'un manque d'assainissement à Dlo Gervier, Cap-Haïtien, Haïti.

La Société de médecine publique et d'hygiène professionnelle tient sa première séance régulière à Paris le 29 juin 1877 sous la présidence d’Apollinaire Bouchardat, pharmacien et médecin, considéré comme le père de la diabétologie, dans l’une des salles de l’Hôtel des Sociétés savantes, rue Danton. Reconnue d'utilité publique le 8 mars 1900, la Société adoptera plusieurs appellations successives qui reflètent l’évolution du regard de notre société sur la santé publique tout au long du XXe siècle :
- le 12 janvier 1910 : Société de médecine publique et de génie sanitaire
- le 17 mars 1966 : Société française d'hygiène, de médecine sociale et de génie sanitaire
- le 7 décembre 1992 : Société Française de Santé Publique.

### Enjeux
L'hygiène est un enjeu de santé publique, l'accès à un environnement (eau, air, sol, écosystèmes) propre et sain étant une condition première du développement durable. L'accès à l'eau potable a en particulier été reconnu au sommet de la terre de Johannesburg comme un enjeu majeur pour le XXIe siècle. Ceci passe aussi par une réduction et bonne gestion des déchets et des substances potentiellement toxiques ou contaminantes.
L'apprentissage des mesures barrière (utilisation du préservatif, mise en quarantaine, hygiène des mains, hygiène du corps, hygiène bucco-dentaire, hygiène des aliments, hygiène du travail) est un enjeu d'hygiène publique face aux risques de maladies nosocomiales, d'épidémies ou de pandémies : sida, tuberculose, grippe, pandémie de Covid-19, etc.

## Techniques

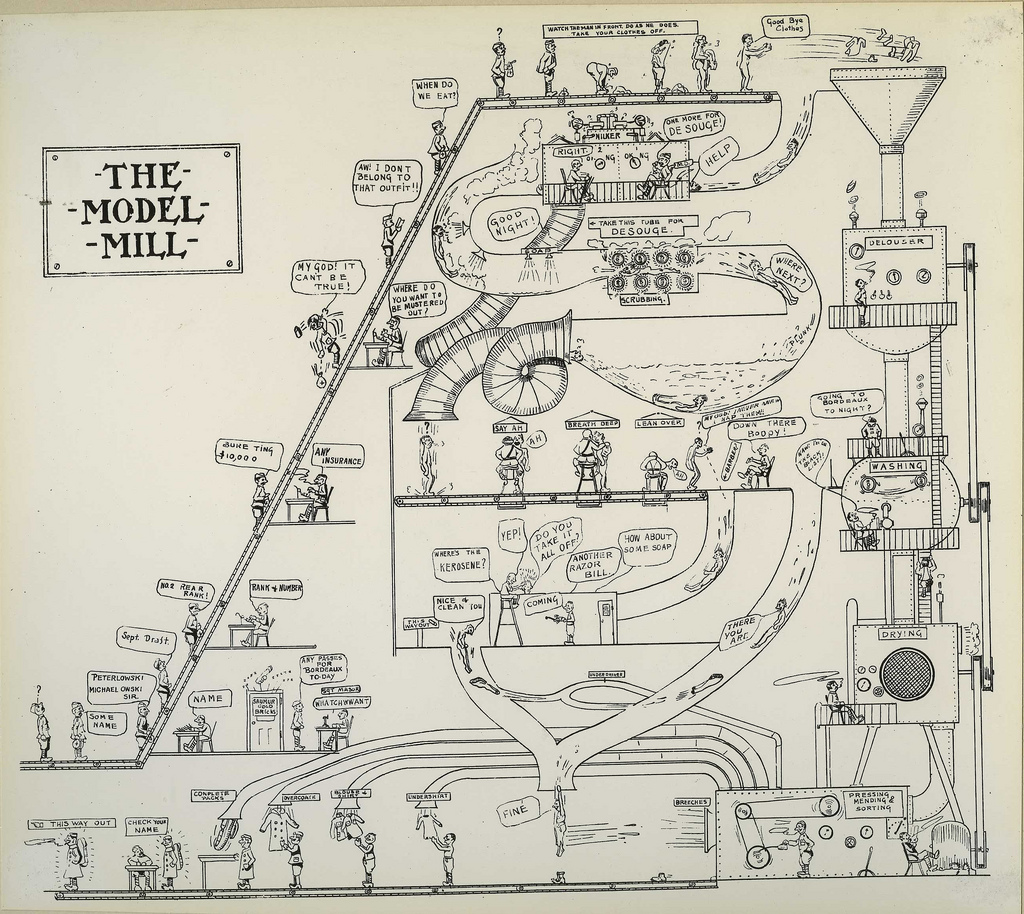
Dessin humoristique montrant une méthode moderne et imaginaire de lavage et d'épouillage des soldats. Ce dessin date probablement de la Première Guerre mondiale ; il est sans doute fait par un artiste du musée de la santé de l'armée américaine.

### Nettoyage et détersion
Le nettoyage est le fait d'enlever les matières indésirables, dont la matière organique (dont les graisses) ou les matières minérales (dont le calcaire ou tartre), qui peuvent elles-mêmes contenir des micro-organismes ; le nettoyage ou désinfection permet également d'enlever certains micro-organismes. La détersion (détergence) est l'action de nettoyage qui consiste à enlever les salissures qui adhèrent à l'objet ou au tissu vivant.
Le nettoyage fait en général intervenir quatre paramètres : une action mécanique (pression de l'eau, frottement…), chimique (dissolution de certaines matières dont les graisses), la température de l'eau servant à la dilution de la solution et enfin le temps d'action du détergent (Cercle de Sinner ou CINER).
L'importance de l'hygiène des matériels en agroalimentaire, les procédures de nettoyage appliquées après chaque fabrication permettent de produire des aliments sains et donc autorisent des conservations alimentaires plus longues.
La méthode et le produit à employer dépendent de la nature de la souillure et de la fragilité du sujet du nettoyage ; pour l'hygiène corporelle, on emploie en général de l'eau tiède sans pression ou basse pression et du savon, mais pour des instruments, on peut utiliser des méthodes plus agressives.
Le nettoyage et la détersion n'ont qu'une action momentanée, car la poussière ou d'autres saletés (tâche de nourriture, tâche de sauce, terre, éclaboussure, etc.) reviennent régulièrement.

### Désinfection et stérilisation
La désinfection consiste à tuer, éliminer ou inactiver les micro-organismes (parasites, bactéries) ou les virus indésirables selon un objectif donné (par exemple diminuer la quantité de tel ou tel organisme en dessous d'un seuil fixé).
Quand la désinfection porte sur un tissu vivant, on parle d'antisepsie ; quand elle porte sur du matériel de soin, on parle de décontamination.
L'antisepsie et la décontamination ont une action limitée dans le temps.
La stérilisation consiste à éliminer du matériel la totalité des micro-organismes, et à conditionner ce matériel pour maintenir cet état de stérilité (voir aussi l'article Microbiologie > La stérilisation).
Les principales méthodes de désinfection et stérilisation utilisées sont : des méthodes chimiques, la température et la pression (pasteurisation, autoclave), les radiations. La vapeur sert particulièrement dans les blocs opératoires car la désinfection est alors quasi complète.

### Conservation des aliments
La conservation des aliments, et tout particulièrement celle de la viande, se base sur des techniques de barrière physique (ensachage, expérience de Pasteur), d'emballage sous vide, de froid, ou d'utilisation de gaz mortel pour certains organismes (azote).

## Hygiène individuelle

### Hygiène de la cuisine
Pour l'hygiène de la cuisine, lieu de développement de très nombreux germes en raison de l'arrivée d'aliments de l'extérieur et de leur traitement par contamination croisée, les principaux conseils sont :
Conservation des aliments
- Protéger les aliments (couvercles, films transparents ou aluminium).
- Ne pas mettre en contact aliments cru et cuit.
- Ne pas maintenir les denrées à plus de 4 à 5 degrés Celsius (température permettant le développement de bactéries).
- Dans le réfrigérateur : ne pas mélanger les produits « polluants » (fruits et légumes dont la peau peut être sale) non lavés avec les produits sensibles (viandes, poissons).
- Décongeler au réfrigérateur et non à l’air ambiant afin d'éviter le développement de germes.
- Conserver les produits entamés au froid, emballés, et les finir dans les 24 heures.

Manipulation des aliments
- Se laver les mains et les sécher : une main humide transporterait cent fois plus de microbes qu’une main sèche[28].
- Utiliser toujours des ustensiles propres.
- Maintenir le plan de travail propre. Nettoyer et assainir les surfaces entre chaque manipulation d'aliments de différentes catégories, par exemple avec du vinaigre d'alcool dilué (car l'acide acétique est bactériostatique), dit "nettoyant de choc"[29].
- Laver fruits et légumes avant utilisation ou après épluchage ; les épluchures sont considérées comme « sales » et risquent de contaminer l'aliment par contact ou à l'aide du couteau[30]. Le lavage après épluchage sert donc à décontaminer l'aliment. Il est possible d'ajouter une petite quantité de vinaigre d'alcool dans l'eau où on lave les fruits et légumes pour tuer les micro-organismes. Cela n'altère pas le goût de l'aliment et n'est pas dangereux pour l'humain.
- Faire cuire les aliments à cœur à plus de 70 °C[31] pour une consommation sans danger particulièrement des viande et volaille.

- Une coquille d'œuf est couverte de micro-organismes qu'une couche protectrice sépare néanmoins de l'œuf. Cette couche est soluble dans l'eau et la coquille devient alors poreuse, ce qui permet le passage des micro-organismes vers l'œuf. Il ne faut donc surtout pas laver un œuf même avant utilisation. Si une coquille d'œuf tombe dans une préparation, celle-ci sera contaminée. Il est conseillé, pour éviter toute contamination, de casser et de transvaser les œufs un à un d'abord dans un petit récipient.

Après la cuisine
- Nettoyer convenablement le plan de travail, les mains et les ustensiles, surtout après avoir manipulé des aliments crus d’origine animale (viande, œufs).
- Laver la vaisselle, en veillant à ce que la vaisselle sale ne croise pas la vaisselle propre.
- Éviter les tampons à récurer et laine d’acier, dont les miettes sont un risque pour la santé.
- Utiliser un détergent ou du vinaigre d'alcool dilué pour le sol après les repas.